# 온산선
온산선(溫山線)은 울산광역시 울주군의 남창역과 온산역을 잇는 한국철도공사의 철도 노선이다. 온산산업단지의 화물 처리를 위해 건설된 화물 노선이다.

## 노선 정보
- 노선 거리 : 8.6 km
- 운영 기관 : 한국철도공사
- 궤간 : 1,435mm(표준궤)
- 통행 방향 : -
- 역 수 : 2
- 복선 구간 : 없음
- 전철화 구간 : 없음

## 연혁
- 1977년 3월 : 온산선 착공[1]
- 1979년 4월 : 온산선 준공
- 2019년 4월 17일 : 철도 노선번호 변경에 따라 31103으로 변경[2]

## 역 목록
| 역명 | 로마자 역명 | 한자 역명 | 접속 노선 | 역간 거리 | 영업 거리 | 소재지     | 소재지 |
| ---- | ----------- | --------- | --------- | --------- | --------- | ---------- | ------ |
| 남창 | Namchang    | 南倉      | 동해선    | 0.0       | 0.0       | 울산광역시 | 울주군 |
| 온산 | Onsan       | 溫山      |           | 8.6       | 8.6       | 울산광역시 | 울주군 |

## 폐선 논란
2023년도 철도통계연보에 따르면, 온산선을 경유하는 정기열차의 운행 빈도는 다음과 같다.(단위 : 회/일, 작성기준 : 편도, 주중)
| 운행구간    | 선로용량 | 고속열차 | 일반여객 | 컨테이너 | 일반화물 | 운행총계 |
| ----------- | -------- | -------- | -------- | -------- | -------- | -------- |
| 남창 - 온산 | 40       | 0        | 0        | 0        | 2        | 2        |

1979년 준공이후 온산국가산업단지 내 기업체들의 화물운송에 많이 기여했으나, 물류수송체계의 다각화, 광역 도로교통망이 확충되어 화물철도 수송량이 줄어들었다. 지금은 영풍과 에쓰오일이 1일 2회씩 각각 황산과 유류를 수송하기 위해 사용하고 있다.
그러나 동해선 복선전철 개통된 이후, 10만명의 정주할 수 있는 울주 남부권 신도시 조성에 최대 걸림돌로 작용되고 있다. 오죽하면 유류, 황산 등 유독 폭발·위험물질을 수송하는 온산선을 폐선시켜달라고 2022년 6월 울산시의회에서 대정부 건의안을 통과시켰다.
2023년 2월 철도공사측에서는 선로 신설 및 폐선승인은 국토교통부 소관이고 폐선불가라고 통보했다.